# أنغيليز باريخو
أنغيليز باريخو (بالإسبانية: Ángeles Parejo) هي لاعبة كرة قدم إسبانية، ولدت في 22 مارس 1969 في تاراسا في إسبانيا. شاركت مع منتخب إسبانيا لكرة القدم للسيدات. أما مع النوادي، فقد لعبت مع ASD Women Torres Calcio ‏.

## روابط خارجية
- أنغيليز باريخو على موقع قاعدة بيانات كرة القدم.إي يو (الإنجليزية)
- أنغيليز باريخو على موقع عالم كرة القدم.نت (الإنجليزية)